# Association of University Presses
Die Association of University Presses (AUP, deutsch: Verband der Universitätsverlage) ist eine gemeinnützige Organisation von nordamerikanischen Universitätsverlagen mit Sitz in New York City. Bis 2017 hieß sie Association of American University Presses (AAUP). Die Organisation ist Mitglied der Internationalen Verleger-Union.

## Geschichte
Der Verband wurde 1937 gegründet, nachdem sich zwei Dutzend seiner Mitglieder bereits seit 1920 regelmäßig getroffen hatten, um Probleme zu diskutieren.
1928 erstellten 13 Universitätsverlage einen Katalog von 65 Buchtiteln und schalteten Inserate in der The New York Times. Aus dieser Initiative hat sich das erste amerikanische Verzeichnis von Bildungsmaterialien entwickelt, das einen Verteiler unter (Hoch-)Schulen und Bibliothekaren aufbaute.
Der Cheney-Bericht und ein Rundschreiben des Sekretärs Donald Bean 1932 forderten eine Verstärkung gemeinsamer Aktivitäten, insbesondere von Universitätsverlagen mit wirtschaftlichen Schwierigkeiten, unter anderem wegen der Großen Depression.
1936 verkündeten Farrar & Rheinhardt ihren Plan, einen vereinten Universitätsverlags-Vertrieb zu gründen, der sich jedoch auf Anraten der Gruppe University Books Inc. nannte. Die Gruppe gab sich dann den Namen Association of American University Presses und im Februar 1937 wurden ihre ersten Vertreter gewählt. Das erste Jahrestreffen gab es 1946 in Chicago. Die Mitgliederzahlen wuchsen und so wurde 1959 eine Hauptverwaltung gegründet, erstmals mit hauptamtlichen Mitarbeitern.
1964 gründete der Verband den Wirtschaftszweig American University Press Services, die zwei Jahrzehnte lang zusätzliche Dienstleistungen anbot.

## Liste der Mitgliedsverlage
Laut des Verzeichnisses mit Stand 2023 hat der Verband mehr als 150 Mitglieder:
| - Abilene Christian University Press - University of Akron Press - University of Alabama Press - University of Alaska Press - University of Alberta Press - American Historical Association - American Psychiatric Publishing - American School of Classical Studies at Athens - American University in Cairo Press - Amsterdam University Press - University of Arizona Press - University of Arkansas Press - Athabasca University Press - Baylor University Press - Beacon Press - University of British Columbia Press - Brookings Institution Press - University of Calgary Press - University of California Press - Cambridge University Press - Carnegie Mellon University Press - Catholic University of America Press - University of Chicago Press - Chinese University Press - University Press of Colorado - Columbia University Press - Cork University Press - Cornell University Press - Dumbarton Oaks Publications - Duke University Press - Duquesne University Press - Eastern Washington University Press - University Press of Florida - Fordham University Press - Gallaudet University Press - Georgetown University Press - University of Georgia Press - Getty Publications - Harvard University Press - University of Hawai'i Press - Hong Kong University Press - Howard University Press - University of Illinois Press - Indiana University Press - University of Iowa Press | - Island Press - Jewish Publication Society - Johns Hopkins University Press - University Press of Kansas - Kent State University Press - University Press of Kentucky - Leuven University Press - Louisiana State University Press - McGill-Queen's University Press - Marquette University Press - University of Massachusetts Press - The MIT Press - Mercer University Press - University of Michigan Press - Michigan State University Press - Minnesota Historical Society Press - University of Minnesota Press - University Press of Mississippi - University of Missouri Press - Modern Language Association - Museum of Modern Art - National Academies Press - National Gallery of Art - Naval Institute Press - University of Nebraska Press - University of Nevada Press - University Press of New England - University of New Mexico Press - New York University Press - University of North Carolina Press - University of North Texas Press - Northern Illinois University Press - Northwestern University Press - University of Notre Dame Press - Ohio University Press - University of Oklahoma Press - Oregon State University Press - University of Ottawa Press - Oxford University Press - University of Pennsylvania Press - Pennsylvania State University Press - University of Pittsburgh Press - Edizioni Plus - Pisa University - Princeton University Press - University of Puerto Rico Press | - Purdue University Press - RAND Corporation - Resources for the Future/RFF Press - Rice University Press - RIT Cary Graphic Arts Press - University of Rochester Press - Rockefeller University Press - Russell Sage Foundation - Rutgers University Press - Society of Biblical Literature - University of South Carolina Press - Southern Illinois University Press - Southern Methodist University Press - Stanford University Press - State University of New York Press - Syracuse University Press - Teachers College Press - Temple University Press - University of Tennessee Press - University of Texas Press - Texas A&M University Press - Texas Christian University Press - Texas Tech University Press - Texas Western Press - University of Tokyo Press (Englischer Katalog) - University of Toronto Press - United Nations University Press - United States Institute of Peace - W. E. Upjohn Institute for Employment Research - Urban Institute - University of Utah Press - Utah State University Press - Vanderbilt University Press - University of Virginia Press - University of Washington Press - Washington State University Press - Wayne State University Press - Wesleyan University Press - University of the West Indies Press - West Virginia University Press - Wilfrid Laurier University Press - University of Wisconsin Press - Woodrow Wilson Center Press - Yale University Press |